# Bukovskyita
La bukovskyita o bukovskýita, i poc freqüentment arsendestinezita, és un mineral de la classe dels arsenats. Anomenat així l'any 1967 per František Novák, Pavel Pavondra i Jiňí Vtělenský en honor del químic txec Antonín Bukovský (1865-1950), que va ser el primer a analitzar-lo.

## Característiques
És un arsenat hidratat de ferro amb anions addicionals de sulfat i hidroxil, de fórmula química Fe³⁺₂(AsO₄)(SO₄)(OH)·₉H₂O. Està químicament relacionat amb la similar zykaïta. Forma nòduls amb una superfície reniforme. Sota un microscopi, aquests nòduls apareixen com una col·lecció de petites agulles similars al guix, algunes de les quals es poden arribar a veure a simple vista.

## Formació
És un mineral que es forma a la superfície de zones amb escòries i runes de mines, com a producte de l'alteració a la intempèrie de sulfurs de ferro i arsènic, comunament a partir de l'arsenopirita. Es sol trobar associat a altres minerals com l'arsenopirita, la pirita o el quars.